# Энергетика Турции
Энергетика Турции — отрасль экономики Турецкой Республики, занятая производством и импортом электроэнергии. 
Сегодня[когда?] Турция импортирует большую часть потребляемой страной энергии. 
Потребление первичной энергии в Турции в 2008 году составило 1146 ТВт⋅ч или 16 ТВт⋅ч на миллион населения.
С точки зрения стратегической ситуации, Турция расположена на двух континентах: при этом 65 % её энергетических ресурсов находятся на востоке страны, а 65 % спроса — на западе.

## Энергобаланс

Источники энергии Турции

По данным на 2014 год, энергия в Турции, в основном, производилась за счёт ископаемого топлива: угля (29,5 %), природного газа (33,1 %), нефти (27 %) — что в сумме составляло 89,6 % от общего потребления первичной энергии; эти виды топлива импортировались на 74 %.
В 2014 году потребление энергии на душу населения в Турции составляло 84 % от среднего мирового показателя; для сравнения, во Франции и Германии этот показатель был в два раза выше турецкого. Электроэнергия покрывала 20,6 % конечного потребления в 2014 году; она также в основном производилась из ископаемого топлива (тепловой генерацией): на 79 % — природный газ (48 %), уголь (30 %); гидроэлектростанции давали 16 %, а ветрогенерация — 3,4 %. Турецкая гидрогенерация в 2015 году занимала 11-е в мире с 1,7 % от общего мирового объёма производства. Установленная мощность ГЭС страны является девятой в мире — с 2,1 % от мировой, а новая установленная мощность — 3-й, после Китая и Бразилии.
Экономика Турции долгое время стремительно росла, что приводило к столь же быстрому росту и энергетических потребностей: прирост составил 130 % в период с 1990 по 2014 год. Для того, чтобы удовлетворить этот новый спрос, правительство в Анкаре запустило два крупных проекта: проект Юго-Восточная Анатолия включает в себя строительство 19 новых гидроэлектростанций, а национальная программа развития ядерной энергетики, запущенная в 2007 году Турецким институтом по атомной энергии (TAEK), предполагает увеличить долю атомной энергии до, как минимум, 8 % к 2020 году и 20 % в 2030 году.
Выбросы CO2, связанные с энергетикой в Турции, достигали в 2014 году 4,01 тонны на душу населения, что составляло 90 % от среднемирового показателя.

## Уголь

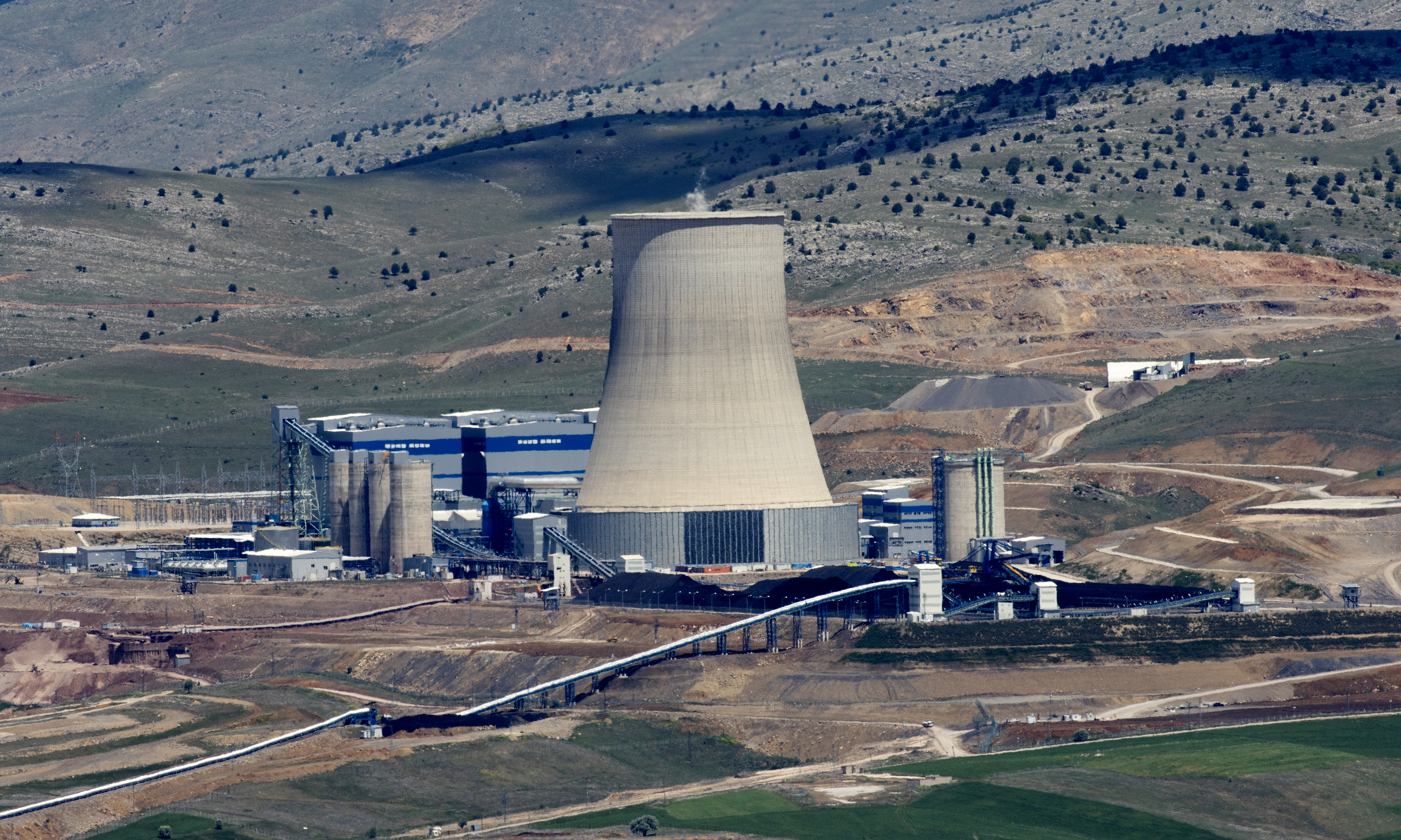
Угольная электростанции в Адане

Извлекаемые разведанные запасы угля в Турции были оценены в 8,7 миллиарда тонн на конца 2015, чего хватало на 192 лет: на каменный уголь и лигнит приходилось 96 % резервов, что ставило Турцию на 11-е в мире с 1,0 % от общемирового показателя. В 2015 году объем добычи угля в Турции достигал лишь 0,3 % от мирового.

## Нефть
В 2014 году в Турции было добыто 2,61 млн тонн нефти, что было на 28 % больше, чем в 1990 году; в то же время стран импортировала 18,6 млн тонн нефти и 22,3 млн тонн нефтепродуктов. К 2015 году Турция потребляла ежегодно 38,8 млн тонн нефти и нефтепродуктов, или 0,835 миллиона баррелей в сутки

## Газ
За 2014 год Турция добыла на 126% больше природного газа, чем в 1990 году. Однако, его хватило на удовлетворение только 1% от потребностей страны. Природный газ использовался на 43% для производства электроэнергии и на 6% для комбинированного производства тепла и электроэнергии. Конечное потребление газа - 44% от общего объёма. Импорт посредством трубопроводов составил 39,7 млрд. м3, из которых 26,6 млрд. м3 (67%) шли из России, 7,8 млрд. м3 (20%) — из Ирана, 5,3 млрд. м3 (13%) — из Азербайджана. Кроме того, 7,5 млрд м3 газа были импортированы в виде сжиженного природного газа (СПГ): из Алжира — до 3,8 млрд м3, из Нигерии — 1,5 млрд м3 и Катара — 1,7 млрд м3.
На 2022 год суточное потребление газа в зимний период составляет 280 млн. м3, в летний период - 140 млн. м3. Основными экспортёрами газа на апрель 2022 года являются Россия, США, Азербайджан, Алжир. Газ из Азербайджана, России, Ирана поставляется газопроводами, из США, Алжира, Анголы, Египта, Нигерии - танкерами виде СПГ.

### Газопроводы
Поставки газа из России осуществляются по газопроводам Голубой поток и Турецкий поток. Из Азербайджана осуществляются посредством газопровода Баку — Тбилиси — Эрзурум. Поставки из Ирана осуществляются посредством газопровода Тенгиз - Анкара.

### Сжиженный природный газ
На февраль 2022 года действуют два хранилища СПГ на суше, и две плавучие установки для хранения и ре-газификации СПГ. Вместимость СПГ-хранилища составляет 170 000 м3.
Импорт СПГ осуществляется из Алжира, Нигерии, Катара, США.

## Ядерная энергетика
С 2017 года с российским участием (с планируемым запуском первого энергоблока в 2023 году) на средиземноморском побережье Мерсина строится первая АЭС Аккую с 4 энергоблоками и полной проектной мощностью 4800 МВт.
С японско-французским участием на черноморском побережье проектируется вторая АЭС в провинции Синоп близ Синопа, также с 4 энергоблоками и полной проектной мощностью 4800 МВт.

## Гидроэнергетика
Мощность гидроэнергетики в 2022 году составляла 31 572 МВт.

## Возобновляемая энергия
В 2022 году мощность возобновляемой энергетики составляла 55 998 МВт.

### Биогаз
В 2022 году мощность биогаза составила 1103 МВт.

### Биоэнергетика
В 2022 году мощность биоэнергетики составляла 1912 МВт.

### Ветроэнергетика
В 2022 году мощность ветроэнергетики составляла 11 396 МВт. Действует ветровая электростанция «Petkim».

### Солнечная энергетика
В 2022 году мощность солнечной энергетики составляла 9426 МВт.

### Геотермальная энергетика
В 2022 году мощность геотермальной энергетики составляла 1691 МВт.

## Хранилища электроэнергии
В 2022 году планируется установка первого в Турции хранилища электроэнергии[какого?], его планируется установить в Силиври. Установленная мощность — 250 мегаватт; планируемая выходная мощность — 1000 мегаватт в час.
Проект осуществляет Progresiva Enerji Yatırımları Ticaret AŞ. Инвестиционная стоимость проекта - 250 млн долл..